# Nabor Castillo
Nabor Castillo Pérez (* 4. října 1990 Pachuca de Soto) je mexický zápasník – judista.

## Sportovní kariéra
S judem začal v 7 letech v rodném Pachuca de Soto. Vrcholově se připravuje v Ciudad de México ve sportovním tréninkovém centru CONADE pod vedením kubánských trenérů. V mexické judistické reprezentaci se pohyboval od roku 2009 v superlehké váze do 60 kg. V roce 2012 obsadil panamerickou kontinentální kvótu pro start na olympijských hrách v Londýně, kde prohrál ve druhém kole s Italem Elio Verdem po vyrovnaném průběhu v prodloužení nasazeným škrcením. V dalších letech začal obtížně shazovat do superlehké váhy a formu předního panamerického judisty do olympijského roku 2016 neudržel. Od roku 2017 startuje ve vyšší pololehké váze do 66 kg.

### Vítězství na mezinárodních turnajích
- 2010 – 1x světový pohár (San Salvador)

## Výsledky
| Olympijské hry          | —   |     |     |     | úč. |     |     |     | —   |     |    |  |  |  |  |  |  |  |  |  |  |  |
| Mistrovství světa       |     | úč. | úč. | úč. |     | úč. | úč. | úč. |     | úč. | —  |  |  |  |  |  |  |  |  |  |  |  |
| Panamerické hry         |     |     |     | 2.  |     |     |     | —   |     |     |    |  |  |  |  |  |  |  |  |  |  |  |
| Panamerické mistrovství | —   | úč. | 1.  | 2.  | 5.  | 2.  | 2.  | 5.  | úč. | —   | 7. |  |  |  |  |  |  |  |  |  |  |  |
| Středoamerické a k. hry |     |     | 3.  |     |     |     | 3.  |     |     |     | 5. |  |  |  |  |  |  |  |  |  |  |  |
| MS juniorů              | úč. | —   |     |     |     |     |     |     |     |     |    |  |  |  |  |  |  |  |  |  |  |  |